# Nebemakhet
Nebemakhet (Nb m 3ḫ.t,"Senyor a l'horitzó") va ser un príncep egipci i djati (visir) de la IV Dinastia. Era fill del rei Khefren i de la reina Meresankh III. Apareix representat a la tomba de la seva mare i a la seva pròpia tomba a Guiza.

## Família
Nebemakhet apareix representat a la tomba de la seva mare Meresankh III (G7530-5440). Els seus germans Duaenre, Niuserre (A) i Khenterka també hi apareixen, així com també una germana anomenada Xepsetkau. El seu avi matern era el príncep hereu Kawab. Nebemakhet estava casat amb una dona anomenada Nubhotep.
A la pròpia tomba de Nebemakhet s'hi esmenten els seus germans Duaenre i Niuserre, i un altre germà anomenat Ankhmare. La germana de Nebemakhet apareix diverses vegades en escenes d'acompanyament del seu germà.

## Títols
Nebemakhet tenia els títols de Fill del Rei del seu cos i de Príncep hereditari i hauria crescut a la cort. Al llarg de la seva vida va ostentar molts títolsː
- El més gran de la casa del Senwet [casa] del seu pare
- Escriva del Llibre Diví del seu pare
- Únic confident del seu pare
- Mestre dels secrets del seu pare
- Jutge en cap i djati
- Ritualista en cap
- Gran sacerdot (del déu Ha).

## Enterrament

### Tomba G 8172 (Lepsius 86)

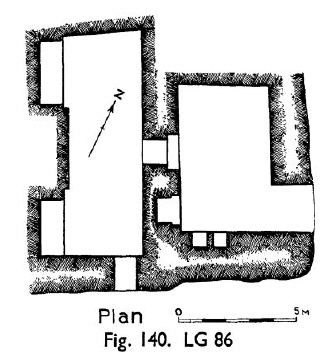
Planta de la tomba L 86.

Va ser enterrat a la tomba G 8172 (= LG 86) després que la seva tomba original (LG 12) fos abandonada. La tomba es troba al Camp Central de la necròpolis de Guiza. La tomba estava gairebé acabada quan va morir Nebemakhet. La paret estava esculpida amb relleus i pintada amb colors vius. La tomba consta de dues capelles decorades i diverses fosses. L'entrada principal condueix a la capella exterior que contenia diversos nínxols i un fust a l'angle nord-oest. Una porta dona a una altra habitació que conté diversos nínxols més i una capella interior. Aquesta segona sala contenia dos pous funeraris més.
La capella exterior mostra Nebemakhet i la seva germana Xepsetkau observant algunes escenes agrícoles a la paret sud. Encara s'hi poden veure parts d’escenes que representen la captura d’ocells amb xarxes. La paret occidental mostra Nebemakhet en una barca de papir als pantans i amb una llança de peix a la mà. L'escena està en gran part destruïda perquè (a l’antiguitat) es va tallar un gran nínxol a la paret. Les escenes restants mostren persones que transporten peixos, ocells i altres animals. Un registre mostra la construcció d’una canoa de papir i després una escena de bestiar que creua un riu. El mur conté una representació d'una línia de portadors d'ofrenes que porten les propietats de les finques de Khefren.

A la porta de la capella interior es conserva una escena que mostra l'escultor Semerka i el seu company Inkaf. Aquests dos homes van ser responsables d'alguns dels treballs a la tomba. La inscripció diu:
El seu Premiat, que va inscriure això per a ell, la seva tomba, l'escultor Semerka. El seu recompensat, que va fer per a ell aquesta, la seva tomba, amb l'obra [..] In-ka-f.
A la cambra interior, Nebemakhet i la seva germana Xepsetkau apareixen davant la seva mare:
La seva mare, la que veu Horus i Seth, el gran ornament, la gran favorita (o lloada), la dona del rei Meresankh. 
A prop, Nebemakhet és representat en una escena amb la seva germana i aquesta vegada els acompanya el seu germà Duaenre. Nubhotep, l'esposa de Nebemakhet, també apareix representada en aquesta capella interior. Té els títols de Coneguda Reial, Sacerdotessa d'Hathor, Mestressa de sicòmora a tots els seus llocs i Honorada pel Déu. Altres escenes de la capella interior mostren imatges de la vida quotidiana, incloses botigues d'artesania i treballs de metall.

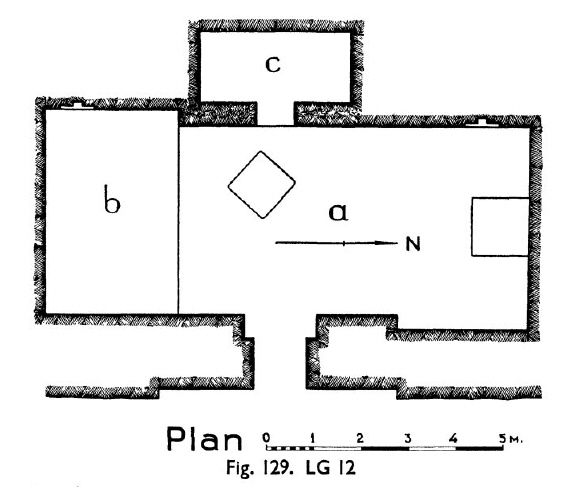
Planta de la tomba L12.

### Tomba Lepsius 12
La tomba LG 12 és una tomba que es troba al cementiri de les pedreres a l'oest de la segona piràmide. Aquesta tomba de vegades es denomina "tomba de les bigues de palmera". El portal de la paret est condueix a un gran vestíbul. La coberta està tallada per a recrear-hi troncs de fusta.